# European Cup 10000m 2011
De European Cup 10000m 2011 was de vijftiende editie van de European Cup 10000m, een Europees kampioenschap, waar landenteams in twee categorieën strijden. De wedstrijd vond plaats in het Bislett Stadion in Oslo (Noorwegen). De wedstrijd werd georganiseerd door de atletiekbond van Noorwegen, in samenwerking met de European Athletic Association. 
De European Cup 10000m 2011 bestond uit drie wedstrijden, twee voor mannen (een A- en een B-race) en een voor vrouwen. In totaal deden er 59 mannen en 55 vrouwen mee uit 22 deelnemende landen bij de mannen en 23 deelnemende landen bij de vrouwen.

## Belgische deelnemers
| Plaats | Naam                     | Categorie | Tijd     |
| ------ | ------------------------ | --------- | -------- |
| 27e    | Florent Caelen           | mannen    | 30.17,56 |
| 33e    | Lander Van Droogenbroeck | mannen    | 30.50,33 |
| DNF    | Sandra Schenkel          | vrouwen   | nvt      |
| DNF    | Xenia Luxem              | vrouwen   | nvt      |

## Nederlandse deelnemers
| Plaats | Naam               | Categorie | Tijd     |
| ------ | ------------------ | --------- | -------- |
| 6e     | Khalid Choukoud    | mannen    | 28.53,63 |
| 9e     | Patrick Stitzinger | mannen    | 29.01,73 |

## Uitslagen

### Mannen
| rang   | naam                 | land | tijd     |      |
| ------ | -------------------- | ---- | -------- | ---- |
| Goud   | Youssef El Kalai     | POR  | 28.20,03 | (PB) |
| Zilver | José Manuel Martínez | ESP  | 28.24,16 | (SB) |
| Brons  | André Pollmächer     | GER  | 28.39,55 | (SB) |
| 4      | Rafael Iglesias      | ESP  | 28.41,61 | (PB) |
| 5      | Sondre Nordstad Moen | NOR  | 28.43,90 | (PB) |
| 6      | Khalid Choukoud      | NED  | 28.53,63 | (PB) |
| 7      | Sindre Buraas        | NOR  | 28.56,46 | (PB) |
| 8      | Pablo Villalobos     | ESP  | 28.59,12 | (SB) |
| 9      | Patrick Stitzinger   | NED  | 29.01,73 | (SB) |
| 10     | Stéphane Lefrand     | FRA  | 29.02,06 | (SB) |

### Vrouwen
| rang   | naam                | land | tijd     |      |
| ------ | ------------------- | ---- | -------- | ---- |
| Goud   | Sara Moreira        | POR  | 31.39,11 | (SB) |
| Zilver | Christelle Daunay   | FRA  | 31.44,84 | (PB) |
| Brons  | Sabrina Mockenhaupt | GER  | 31.57,23 | (SB) |
| 4      | Helen Clitheroe     | GBR  | 32.11,29 | (PB) |
| 5      | Nadia Ejjafini      | ITA  | 32.14,63 | (PB) |
| 6      | Krisztina Papp      | HUN  | 32.36,32 | (SB) |
| 7      | Sviatlana Kudzelich | BLR  | 32.40,61 | (PB) |
| 8      | Rosaria Console     | ITA  | 32.47,70 | (PB) |
| 9      | Elena Romagnolo     | ITA  | 32.48,25 | (SB) |
| 10     | Christine Bardelle  | FRA  | 32.59,31 | (SB) |

### Teamstanden mannen
| rang   | land      | tijd       |
| ------ | --------- | ---------- |
| Goud   | Spanje    | 1:24.04,89 |
| Zilver | Frankrijk | 1:27.51,97 |
| Brons  | Portugal  | 1:28.16,51 |

### Teamstanden vrouwen
| rang   | land        | tijd       |
| ------ | ----------- | ---------- |
| Goud   | Italië      | 1:37.50,55 |
| Zilver | Portugal    | 1:39.17,61 |
| Brons  | Wit-Rusland | 1:39.53,55 |